# Рушиново (Новгородская область)
Ру́шиново — деревня в Новгородском районе Новгородской области России. Входит в состав Савинского сельского поселения.

## География
Рушиново расположено на левом берегу реки Вишера, на расстоянии 15 км дороге от деревни Новоселицы.
На противоположном берегу Вишеры находится деревня Марково, а в 1,5 км выше по течению — деревня Мытно.

## История
На карте Новгородской губернии за 1847 год (составления Безкорниловича М. О.) в деревне Рушиново Мытенского погоста указывалось 24 двора.
До упразднения Новгородской губернии деревня была в составе Папоротско-Островской волости Крестецкого уезда.
После упразднения Новгородской губернии деревня относилась к Мытненскому сельсовету Новгородского района Ленинградской области, с 5 июля 1944 года в Новгородской области.
До весны 2014 года деревня входила в состав ныне упразднённого Новоселицкого сельского поселения.

## Население
| 2010 |
| ---- |
| 32   |

## Инфраструктура
Личное подсобное хозяйство.

## Достопримечательности
Церковь Илии Пророка

## Транспорт
На противоположном берегу Вишеры — в Марково проходит автомобильная дорога от федеральной автомобильной дороги «Россия» М10 (E 105) до дороги Р53 (Спасская Полисть — Селищи — Малая Вишера — Любытино — Боровичи). Ближайшая железнодорожная станция расположена на главном ходу Октябрьской железной дороги — в городе Малая Вишера, в 44 км по автомобильной дороге.